# Іван Кохановський
Іван Кохановський (15 грудня 1867, Львів, Австро - Угорщина— 6 грудня 1931, Станиславів, Польська Республіка) — український суддя, громадсько-політичний діяч.

## Життєпис
Народився 15 грудня 1867 року у Львові в сім'ї урядника банку. Навчався у  львівській академічній гімназії, а згодом у Львівському університеті. Від 1900 р. працював нотаріусом у  Рожнятові, згодом працював начальником повітового суду в Краковці. Істотно причинився до активізації українського національного руху на Яворівщині (Львівщина). Член УНДП.
Посол  до Галицького крайового сейму:
- 9 скликання (від IV курії округу Яворів, обраний 1913 р. на додаткових виборах замість померлого графа Івана Шептицького, батька митрополита Андрея Шептицького; входив до складу «Українсько-руського соймового клубу»[2])
- 10  скликання (від IV курії округу Яворів, входив до складу «Українського соймового клубу»[2]).

В жовтні 1918 року  взяв участь у засіданнях української Конституанти у Львові, входив до законодавчої  комісії Української національної ради. Згодом мешкав у м. Кам’янець (нині Кам'янець-Подільський.), працював у судових установах УНР у Вінниці, суддя І-го корпусу УГА. З березня 1920 року в польському полоні (табір Фрідріхівня).
З 1921 року суддя окружного суду Станиславова. Діяльний у багатьох українських товариствах Станиславова. Після емеритури (вихід на пенсію) відкрив власну адвокатську канцелярію в Богородчанах.
Помер 6 грудня 1930 року в Станиславові.